# Аксьоновка (Торбеєвський район)
Аксьо́новка (рос. Аксёновка, ерз. Аксеновка) — присілок у складі Торбеєвського району Мордовії, Росія. Входить до складу Сургодського сільського поселення.
Населення — 92 особи (2010; 134 у 2002).
Національний склад станом на 2002 рік:
- мокшани — 53 %
- росіяни — 47 %